# Cofradía de La Pasión de Bilbao

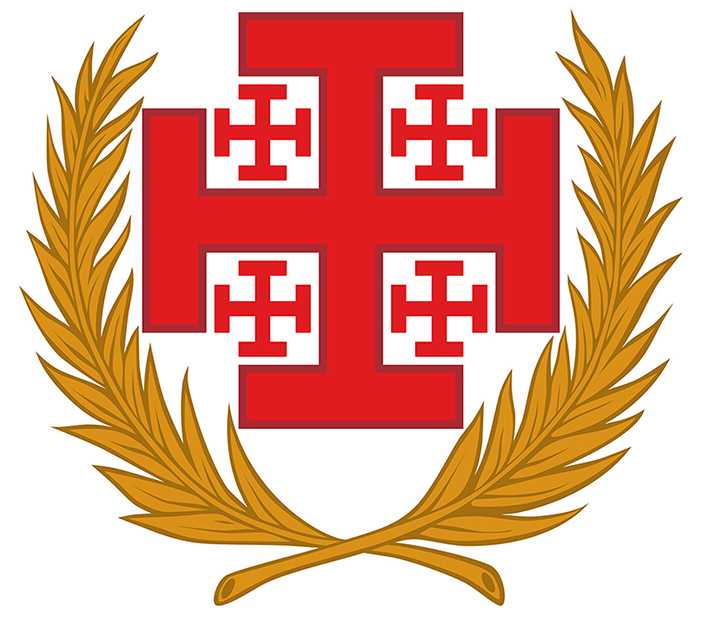
Escudo oficial de la Cofradía de la Pasión de Bilbao

La Cofradía de la Pasión de Bilbao es una de las nueve cofradías que participan en la Semana Santa de Bilbao.

## Historia
La cofradía fue constituida por un grupo de feligreses de la parroquia de San Vicente de Abando en 1940, aprobándose sus primeras reglas el 9 de enero de 1941. 
Ese mismo año la cofradía de la Pasión comienza a hacerse cargo de la organización de la tradicional procesión de la Virgen de los Dolores, hasta el momento organizada por la Orden tercera de los Servitas de la misma Parroquia. 
En marzo de 1946 se fundó en la misma parroquia la Cofradía de las Palmas, que organizaba la popular procesión del ‘’Borriquito’’ y que en 1960 se fusionó con la Cofradía de la Pasión.

## Hábito[1]
Desde 1997 sus cofrades visten túnica negra con botonadura roja y cíngulo rojo, esclavina reversible de terciopelo rojo y negro y capirote de terciopelo negro con el escudo bordado en rojo y oro. Los cargadores del paso Padre Jesús de Pasión llevan un verduguillo de terciopelo púrpura. Los miembros de la Junta de Gobierno visten capa de terciopelo roja.

## Procesiones
- Procesión de la Virgen de los Dolores

Parte de la iglesia de San Vicente Mártir la noche del Viernes de Dolores y recorre el barrio de Abando. Procesionan las siguientes imágenes:

Padre Jesús de Pasión

Virgen de los Dolores
- Procesión del Borriquito

Parte de la Iglesia de San Vicente Mártir el Domingo de Ramos por la mañana y recorre el Ensanche. En lugar de cirios los cofrades portan ramos de laurel y palmas. Procesionan las siguientes imágenes:
Nuestra Señora de Ramos y del Rosario

Hosanna
- Procesión de la Salud

Parte de la Iglesia de San Vicente Mártir al mediodía del Jueves Santo y recorre el barrio de Abando. Procesiona:
Santísimo Cristo de la Salud

## Imaginería
- Ecce Homo, Ricardo Iñurria completó este paso en 1944, que incluye cuatro figuras: Cristo maniatado, coronado de espinas, con un manto púrpura y una caña como cetro; un Sayón que sostiene un látigo, un soldado romano que se mofa y Poncio Pilato que aparta la mirada de la escena. El conjunto destaca por la gran expresividad y dinamismo de las figuras. Se conserva en el Museo de Pasos.[2]

- Hosanna, realizado por Enrique Ruiz Flores en 2016. Sale en la Procesión del Borriquito, el Domingo de Ramos, la cual goza de gran popularidad en Bilbao. Se conserva en el Museo de Pasos.
- El Borriquito, realizado por Jesús Torre Goiricelaya en 1961. Representa la escena de Jesús entrando en Jerusalén, montado en una borrica. Se conserva en el Museo de Pasos y fue sustituido en 2016 (coincidiendo con el 75 aniversario de la Cofradía[3]) por el paso Hosanna, que es el que actualmente sale en la Procesión del Borriquito el Domingo de Ramos.

- Padre Jesús de Pasión, obra de Luis Álvarez Duarte en 2001,  figura de vestir de estilo sevillano. El trono es portado por 22 cargadores. Recibe culto en la capilla del Carmen de la Iglesia de San Vicente.

- Nuestra Señora de Ramos y del Rosario, realizada en 2006 también por Luis Álvarez Duarte. Recibe culto en la capilla del Carmen de la iglesia de San Vicente.
- Santísimo Cristo de la Salud, que es un Cristo crucificado, realizado en 2018 por Jesús Cepeda Conde.

- Virgen de los Dolores, virgen de candelero realizada por Quintín de Torre, siglo XX. Pertenece a la Parroquia de San Vicente donde recibe culto en la capilla de Zumelzu. La diadema fue realizada en oro blanco y pedrería por la Joyería Álvarez.